# A9公路 (蘇格蘭)
A9公路是英國蘇格蘭的一條幹線公路，連接中部的福爾柯克和北部的瑟索，中經斯特靈、亞倫橋、珀斯、印威內斯等城鎮，並穿越格蘭扁山脈，全長433公里，是蘇格蘭最長的公路，也是英國第五長的A級公路。
歷史上是連接蘇格蘭首府愛丁堡和北部約翰奧格羅茨的公路，素有蘇格蘭脊樑之稱。但舊道路南段的角色已被A90公路、M90高速公路和M9高速公路取代。目前也是歐洲E15公路一部份。